# Рей Манай
Рей Манай (алб. Rey Manaj, нар. 24 лютого 1997, Люшня) — албанський футболіст, нападник турецького «Сівасспора» і національної збірної Албанії.

## Клубна кар'єра
У дорослому футболі дебютував 2014 року виступами за команду клубу «Кремонезе», в якій провів один сезон, взявши участь у 22 матчах чемпіонату. Більшість часу, проведеного у складі «Кремонезе», був основним гравцем атакувальної ланки команди.
2015 року був орендований міланським «Інтернаціонале», який за рік викупив контракт албанця. Утім до найближчих планів тренерського штабу команди гравець не входив, і його було віддано в оренду «Пескари», а згодом до друголігової «Пізи». Згодом протягом 2017–2019 років грав також на умовах оренди в іспанській Сегунді за «Гранаду» та «Альбасете». 2020 року останній клуб уклав з Манаєм повноцінний контракт.
2020 року став гравцем «Барселони», у структурі якої, щоправда, почав грати лише за другу команду. А протягом сезону 2021/22 знову виступав в Італії, захищаючи на правах оренди кольори «Спеції».
Влітку 2022 року уклав трирічний контракт з англійським «Вотфордом», на той момент представником Чемпіонату Футбольної ліги.
У серпні 2023 року підписав контракт на три роки з турецьким «Сівасспором».

## Виступи за збірні
У 2014 році дебютував у складі юнацької збірної Албанії, взяв участь у 3 іграх на юнацькому рівні, відзначившись одним забитим голом.
З 2015 року залучається до складу молодіжної збірної Албанії. На молодіжному рівні зіграв у 5 офіційних матчах, забив 3 голи.
У тому ж році дебютував в офіційних матчах у складі національної збірної Албанії. Однак стабільним гравцем національної команди став лише 2018 року.

## Статистика виступів

### Статистика клубних виступів
Станом на 1 жовтня 2022
| Сезон                   | Команда                 | Чемпіонат               | Чемпіонат | Чемпіонат | Національний кубок | Національний кубок | Національний кубок | Континентальні кубки | Континентальні кубки | Континентальні кубки | Інші змагання | Інші змагання | Інші змагання | Усього | Усього |
| Сезон                   | Команда                 | Ліга                    | Ігор      | Голів     | Ліга               | Ігор               | Голів              | Ліга                 | Ігор                 | Голів                | Ліга          | Ігор          | Голів         | Ігор   | Голів  |
| ----------------------- | ----------------------- | ----------------------- | --------- | --------- | ------------------ | ------------------ | ------------------ | -------------------- | -------------------- | -------------------- | ------------- | ------------- | ------------- | ------ | ------ |
| 2014–15                 | «Кремонезе»             | LP                      | 22        | 2         | КІ+КІ-ЛП           | 3+1                | 0                  | -                    | -                    | -                    | -             | -             | -             | 26     | 2      |
| 2015–16                 | «Інтернаціонале»        | A                       | 4         | 0         | КІ                 | 2                  | 0                  | -                    | -                    | -                    | -             | -             | -             | 6      | 0      |
| 2016-січ. 2017          | «Пескара»               | A                       | 12        | 2         | КІ                 | 1                  | 0                  | -                    | -                    | -                    | -             | -             | -             | 13     | 2      |
| січ.-черв. 2017         | «Піза»                  | B                       | 17        | 2         | КІ                 | 0                  | 0                  | -                    | -                    | -                    | -             | -             | -             | 17     | 2      |
| 2017–18                 | «Гранада»               | СД                      | 19        | 1         | КІ                 | 1                  | 0                  | -                    | -                    | -                    | -             | -             | -             | 20     | 1      |
| 2018–19                 | «Альбасете»             | СД                      | 27+2      | 6         | КІ                 | 1                  | 1                  | -                    | -                    | -                    | -             | -             | -             | 30     | 7      |
| 2019-січ. 2020          | «Альбасете»             | СД                      | 10        | 3         | КІ                 | 1                  | 0                  | -                    | -                    | -                    | -             | -             | -             | 11     | 3      |
| Усього за «Альбасете»   | Усього за «Альбасете»   | Усього за «Альбасете»   | 37+2      | 9         |                    | 2                  | 1                  |                      | -                    | -                    |               | -             | -             | 41     | 10     |
| січ.-черв. 2020         | «Барселона Б»           | СДБ                     | 6+3       | 1+1       | -                  | -                  | -                  | -                    | -                    | -                    | -             | -             | -             | 9      | 2      |
| 2020–21                 | «Барселона Б»           | СДБ                     | 15+7      | 8+6       | -                  | -                  | -                  | -                    | -                    | -                    | -             | -             | -             | 22     | 14     |
| Усього за «Барселону Б» | Усього за «Барселону Б» | Усього за «Барселону Б» | 21+10     | 9+7       |                    | -                  | -                  |                      | -                    | -                    |               | -             | -             | 31     | 16     |
| 2021–22                 | «Спеція»                | A                       | 30        | 5         | КІ                 | 0                  | 0                  | -                    | -                    | -                    | -             | -             | -             | 30     | 5      |
| 2022–23                 | «Вотфорд»               | ЧФЛ                     | 5         | 1         | КА                 | 1                  | 0                  | -                    | -                    | -                    | -             | -             | -             | 6      | 1      |
| Усього за кар'єру       | Усього за кар'єру       | Усього за кар'єру       | 180       | 38        |                    | 11                 | 1                  |                      | -                    | -                    |               | -             | -             | 191    | 39     |

### Статистика виступів за збірну
Станом на 1 жовтня 2022
| Дата       | Місто                | Господарі  | Результат | Гості      | Турнір                               | Голи | Примітки  |
| ---------- | -------------------- | ---------- | --------- | ---------- | ------------------------------------ | ---- | --------- |
| 13-11-2015 | Приштина             | Косово     | 2 – 2     | Албанія    | товариський матч                     | 1    | 54' 68'   |
| 16-11-2015 | Тирана               | Албанія    | 2 – 2     | Грузія     | товариський матч                     | -    | 64'       |
| 12-11-2016 | Ельбасан             | Албанія    | 0 – 3     | Ізраїль    | Відбір до ЧС 2018                    | -    | 82'       |
| 29-5-2018  | Цюрих                | Албанія    | 0 – 3     | Косово     | товариський матч                     | -    | 44'       |
| 2-6-2018   | Евіан-ле-Бен         | Албанія    | 1 – 4     | Україна    | товариський матч                     | -    | 58'       |
| 10-9-2018  | Глазго               | Шотландія  | 2 – 0     | Албанія    | Ліга націй УЄФА 2018-2019 - 1-й етап | -    | 66'       |
| 10-10-2018 | Ельбасан             | Албанія    | 0 – 0     | Йорданія   | товариський матч                     | -    | 90'       |
| 17-11-2018 | Шкодер (місто)       | Албанія    | 0 – 4     | Шотландія  | Ліга націй УЄФА 2018-2019 - 1-й етап | -    | 12' 62'   |
| 10-9-2019  | Ельбасан             | Албанія    | 4 – 2     | Ісландія   | Відбір до ЧЄ 2020                    | -    |           |
| 11-10-2019 | Стамбул              | Туреччина  | 1 – 0     | Албанія    | Відбір до ЧЄ 2020                    | -    |           |
| 14-10-2019 | Кишинів              | Молдова    | 0 – 4     | Албанія    | Відбір до ЧЄ 2020                    | 1    |           |
| 14-11-2019 | Ельбасан             | Албанія    | 2 – 2     | Андорра    | Відбір до ЧЄ 2020                    | 1    |           |
| 17-11-2019 | Тирана               | Албанія    | 0 – 2     | Франція    | Відбір до ЧЄ 2020                    | -    |           |
| 4-9-2020   | Мінськ               | Білорусь   | 0 – 2     | Албанія    | Ліга націй УЄФА 2020-2021 - 1-й етап | -    | 90'       |
| 7-9-2020   | Тирана               | Албанія    | 0 – 1     | Литва      | Ліга націй УЄФА 2020-2021 - 1-й етап | -    |           |
| 11-10-2020 | Алмати               | Казахстан  | 0 – 0     | Албанія    | Ліга націй УЄФА 2020-2021 - 1-й етап | -    | 82'       |
| 14-10-2020 | Вільнюс              | Литва      | 0 – 0     | Албанія    | Ліга націй УЄФА 2020-2021 - 1-й етап | -    | 78'       |
| 11-11-2020 | Ельбасан             | Албанія    | 2 – 1     | Косово     | товариський матч                     | -    | 46'       |
| 15-11-2020 | Тирана               | Албанія    | 3 – 1     | Казахстан  | Ліга націй УЄФА 2020-2021 - 1-й етап | 1    | 86'       |
| 18-11-2020 | Тирана               | Албанія    | 3 – 2     | Білорусь   | Ліга націй УЄФА 2020-2021 - 1-й етап | 1    | 71' 90+5' |
| 25-3-2021  | Андорра-ла-Велья     | Андорра    | 0 – 1     | Албанія    | Відбір до ЧС 2022                    | -    | 62' 63'   |
| 28-3-2021  | Тирана               | Албанія    | 0 – 2     | Англія     | Відбір до ЧС 2022                    | -    | 59'       |
| 31-3-2021  | Серравалле           | Сан-Марино | 0 – 2     | Албанія    | Відбір до ЧС 2022                    | 1    | 87'       |
| 5-6-2021   | Кардіфф              | Уельс      | 0 – 0     | Албанія    | товариський матч                     | -    | 37' 77'   |
| 8-6-2021   | Прага                | Чехія      | 3 – 1     | Албанія    | товариський матч                     | -    | 81'       |
| 2-9-2021   | Варшава              | Польща     | 4 – 1     | Албанія    | Відбір до ЧС 2022                    | -    | 65' 67'   |
| 8-9-2021   | Ельбасан             | Албанія    | 5 – 0     | Сан-Марино | Відбір до ЧС 2022                    | 1    |           |
| 9-10-2021  | Будапешт             | Угорщина   | 0 – 1     | Албанія    | Відбір до ЧС 2022                    | -    | 66'       |
| 12-10-2021 | Тирана               | Албанія    | 0 – 1     | Польща     | Відбір до ЧС 2022                    | -    |           |
| 26-3-2022  | Курналя-да-Льобрегат | Іспанія    | 2 – 1     | Албанія    | товариський матч                     | -    | 84'       |
| 29-3-2022  | Тирана               | Албанія    | 0 – 0     | Грузія     | товариський матч                     | -    | 65'       |
| Усього     |                      | Матчів     | 31        |            | Голів                                | 7    |           |

| Дата       | Місто                     | Господарі   | Результат | Гості      | Турнір                             | Голи | Примітки  |
| ---------- | ------------------------- | ----------- | --------- | ---------- | ---------------------------------- | ---- | --------- |
| 28-3-2015  | Вадуц                     | Ліхтенштейн | 0 – 2     | Албанія    | Кваліфікація молодіжного Євро-2017 | 1    | 46' 90+3' |
| 3-9-2015   | Тирана                    | Албанія     | 1 – 1     | Ізраїль    | Кваліфікація молодіжного Євро-2017 | -    | 29'       |
| 13-10-2015 | Фелчут                    | Угорщина    | 2 – 2     | Албанія    | Кваліфікація молодіжного Євро-2017 | 1    |           |
| 24-3-2016  | Ельбасан                  | Албанія     | 0 – 0     | Греція     | Кваліфікація молодіжного Євро-2017 | -    |           |
| 28-3-2016  | Ельбасан                  | Албанія     | 2 – 1     | Угорщина   | Кваліфікація молодіжного Євро-2017 | 1    |           |
| 10-8-2016  | Сан-Бенедетто-дель-Тронто | Італія      | 0 – 0     | Албанія    | Товариський матч                   | -    |           |
| 2-9-2016   | Афіни                     | Греція      | 2 – 1     | Албанія    | Кваліфікація молодіжного Євро-2017 | -    | 90+4'     |
| 23-3-2018  | Тирана                    | Албанія     | 2 – 3     | Словаччина | Кваліфікація молодіжного Євро-2019 | 2    |           |
| 27-3-2018  | Жиліна                    | Словаччина  | 4 – 1     | Албанія    | Кваліфікація молодіжного Євро-2019 | 1    | 35'       |
| Усього     |                           | Матчів      | 9         |            | Голів                              | 6    |           |